# CASA Espacio
EADS CASA Espacio S.L.U. fue una empresa referente dentro del sector aeroespacial español y europeo. Inicialmente, EADS CASA Espacio era la división espacial de CASA. Con la reorganización de EADS en 2003, EADS CASA Espacio pasó a ser 100% subsidiaria de EADS Astrium. La compañía empleaba unas 400 personas en su sede de Madrid, España, a fecha de enero de 2010. Tras una reorganización de la compañía, fue absorbida por su matriz Airbus Defence and Space S.A.U., manteniendo sus actividades.
Entre las distintas actividades que desarrolla, destacan su experiencia en la construcción de estructuras para lanzadores, el desarrollo de sistemas de control térmico para aplicaciones espaciales y el diseño y fabricación de antenas reflectoras para satélites de telecomunicaciones. En 2010, EADS CASA Espacio tenía un papel destacado como contratista principal para el desarrollo de los satélites Paz e Ingenio dentro del Programa Nacional de Observación de la Tierra por Satélite. 
- Datos: Q3648533